# Мите Умленски
Димитър (Мите) Умленски е български революционер, деец на Вътрешната македоно-одринска революционна организация.

## Биография
Мите Умленски е роден през 1879 година в град Берово, тогава в Османската империя, днес в Северна Македония, но вероятно по произход е от Умлена. Присъединява се към ВМОРО и от 1901 година е нелегален. Присъединява се към четата на Коста Мазнейков в Малешевско. След Хуриета от 1908 година се легализира. След Балканските войни остава в родния си край, арестуван през март 1915 година от сръбските власти и впоследствие безследно изчезнал.
Неговият син Никола Дим. Умленски, роден в Горна Джумая, е кмет на Пехчево в периода на българското управление в годините на Втората световна война.